# هانسينما
هانسينما (بالإنجليزية: Hancinema)‏ هو قاعدة بيانات مستقلة للأفلام والدراما الكورية أسسه سيدريك كولمين في سنة 2003. يوفر معلومات متعلقة بالسينما الكورية والدراما الكورية ومعلومات عن الممثلين ومعلومات أخرى متعلقة.

## وصلات خارجية
- هانسينما على موقع روتن توميتوز (الإنجليزية)
- الموقع الإلكتروني
- الصفحة على أليسكا